# Ситала (муниципалитет)
Ситала́ (исп. Sitalá) — муниципалитет в Мексике, штат Чьяпас, с административным центром в одноимённом посёлке. Численность населения, по данным переписи 2020 года, составила 15 518 человек.

## Общие сведения
Название Sitalá с языка науатль можно перевести как — колдун, рождающий страхи.
Площадь муниципалитета равна 105,4 км², что составляет 0,1 % от площади штата, а наиболее высоко расположенное поселение Верхель, находится на высоте 1544 метра.
Он граничит с другими муниципалитетами Чьяпаса: на севере и востоке с Чилоном, на юге с Сан-Хуан-Канкуком, и на западе с Пантело.

## Учреждение и состав
Муниципалитет был образован в 1915 году, по данным 2020 года в его состав входит 120 населённых пунктов, самые крупные из которых:
| Код INEGI                  | Населённый пункт                                                                      | Численность населения (2005 год) | Численность населения (2010 год) | Численность населения (2020 год) |
| -------------------------- | ------------------------------------------------------------------------------------- | -------------------------------- | -------------------------------- | -------------------------------- |
| 082                        | Всего                                                                                 | 10246                            | 12269                            | 15518                            |
| 0001                       | Ситала (исп. Sitalá) 17°01′30″ с. ш. 92°18′28″ з. д. (административный центр)         | 1516                             | 1738                             | 2091                             |
| 0023                       | Голончан-Вьехо (исп. Golonchán Viejo) 17°02′02″ с. ш. 92°23′12″ з. д.                 | 546                              | 852                              | 1305                             |
| 0060                       | Санта-Крус-ла-Реформа (исп. Santa Cruz la Reforma) 17°03′22″ с. ш. 92°17′53″ з. д.    | 851                              | 921                              | 1175                             |
| 0088                       | Инсурхенте-Пикоте (исп. Insurgente Picoté) 17°03′34″ с. ш. 92°22′59″ з. д.            | 541                              | 668                              | 926                              |
| 0053                       | Сан-Хуан-де-ла-Монтанья (исп. San Juan de la Montaña) 17°05′04″ с. ш. 92°22′08″ з. д. | 336                              | 486                              | 650                              |
| 0187                       | Ла-Унион (исп. La Unión) 17°00′42″ с. ш. 92°21′55″ з. д.                              | 395                              | 406                              | 567                              |
| 0012                       | Чабеклумиль (исп. Chabeclumil) 17°04′13″ с. ш. 92°21′42″ з. д.                        | 340                              | 430                              | 545                              |
| —                          | Прочие                                                                                | 5721                             | 6768                             | 8259                             |
| Названия на карте Генштаба |                                                                                       |                                  |                                  |                                  |

## Экономическая деятельность
По статистическим данным 2000 года, работоспособное население занято по секторам экономики в следующих пропорциях:
- сельское хозяйство и скотоводство — 82,3 % ;
- промышленность и строительство — 2,5 %;
- торговля, сферы услуг и туризма — 10,6 %;
- безработные — 4,6 %.

## Инфраструктура
По статистическим данным 2020 года, инфраструктура развита следующим образом:
- электрификация: 92,5 %;
- водоснабжение: 19,6 %;
- водоотведение: 40,5 %.

## Туризм
Основные достопримечательности:
- Архитектурные: церковь Святого Педро и Святого Пабло, построенная в 1960 году.
- Археологические: раскопки древних сооружений доиспанских цивилизаций — Копатиль и Сейба.